# Симфонический оркестр Кастилии и Леона
Симфонический оркестр Кастилии и Леона (исп. Orquesta Sinfónica de Castilla y León) — испанский симфонический оркестр, основанный в 1991 году и базирующийся в Вальядолиде. Учреждён правительством автономной области Кастилия и Леон.
В дискографии оркестра представлены произведения Моцарта, Брамса и других классиков, однако наиболее известен оркестр своими записями испанской музыки, в том числе Симфонии-реквиема Шавье Монтсальватже, сочинений Хоакина Родриго, Хоакина Турины и др., а также виолончельных концертов Альберто Хинастеры с женой композитора виолончелисткой Авророй Натола-Хинастера в партии солиста.

## Руководители
- Макс Брагадо Дарман (1991—2000)
- Алехандро Посада (с 2002 г.)
- Алехандро Посада и Лионель Бренгье (с 2009 г.)